# ジャウフ県
ジャウフ県（ジャウフけん、Al Jawf Governorate）は、イエメンの県。イエメン北部に位置する。県都はハズム。人口532,000人（2011年）、面積30,620km2。
ジャウフ県は2011年中ごろから、イスラム教シーア派の一派ザイド派の武装組織であるフーシの支配下に置かれている。

## 下位行政区画
ジャウフ県は以下の12の地区に分かれる。
- Al Ghayl District
- Al Hazm District
- Al Humaydat District
- Al Khalq District
- Al Maslub District
- Al Matammah District
- Al Maton District
- Az Zahir District
- Bart Al Anan District
- Khabb wa ash Sha'af District
- Kharab Al Marashi District
- Rajuzah District